# Llista d'episodis de Fear the Walking dead

Fear the Walking Dead és una sèrie de televisió de drama post-apocalíptic nord-americana creada per Robert Kirkman i Dave Erickson. És una sèrie acompanyant de The Walking Dead, que es basa en la sèrie de còmics del mateix nom de Robert Kirkman, Tony Moore i Charlie Adlard. Es va estrenar a la xarxa de cable AMC el 23 d'agost de 2015.
A partir del 13 de juny de 2021, s'han emès 85 episodis de Fear the Walking Dead, que conclou la sisena temporada. El 3 de desembre de 2020, la sèrie es va renovar per una setena temporada, que s'estrenarà el 17 d'octubre de 2021.

## Visió general de la sèrie
| Temporada | Temporada          | Episodis | Emissió a EUA        | Emissió a EUA          |
| Temporada | Temporada          | Episodis | Estrena              | Final                  |
| --------- | ------------------ | -------- | -------------------- | ---------------------- |
|           | Primera temporada  | 6        | 23 d'agost de 2015   | 4 d'octubre de 2015    |
|           | Segona temporada   | 15       | 10 d'abril de 2016   | 2 d'octubre de 2016    |
|           | Tercera temporada  | 16       | 4 de juny de 2017    | 15 d'octubre de 2017   |
|           | Quarta temporada   | 16       | 15 d'abril de 2018   | 30 de setembre de 2018 |
|           | Cinquena temporada | 16       | 2 de juny de 2019    | 29 de setembre de 2019 |
|           | Sisena temporada   | 16       | 11 d'octubre de 2020 | 13 de juny de 2021     |
|           | Setena temporada   | 16       | 17 d'octubre de 2021 | 5 de juny de 2022      |
|           | Vuitena temporada  | 12       | 14 de maig de 2023   | 19 de novembre de 2023 |

## Primera temporada
| # | Núm. | Títol original         | Dirigit per     | Escrit per                     | Data d'estrena als Estats Units |
| - | ---- | ---------------------- | --------------- | ------------------------------ | ------------------------------- |
| 1 | 1    | «Pilot»                | Adam Davidson   | Robert Kirkman & Dave Erickson | 23 d'agost de 2015              |
| 2 | 2    | «So Close, Yet So Far» | Adam Davidson   | Marco Ramirez                  | 30 d'agost de 2015              |
| 3 | 3    | «The Dog»              | Adam Davidson   | Jack LoGiudice                 | 13 de setembre de 2015          |
| 4 | 4    | «Not Fade Away»        | Kari Skogland   | Meaghan Oppenheimer            | 20 de setembre de 2015          |
| 5 | 5    | «Cobalt»               | Kari Skogland   | David Wiener                   | 27 de setembre de 2015          |
| 6 | 6    | «The Good Man»         | Stefan Schwartz | Robert Kirkman i Dave Erickson | 4 d'octubre de 2015             |

## Segona temporada
| #  | Núm. | Títol original         | Dirigit per       | Escrit per                     | Data d'estrena als Estats Units |
| -- | ---- | ---------------------- | ----------------- | ------------------------------ | ------------------------------- |
| 7  | 1    | «Monster»              | Adam Davidson     | Dave Erickson                  | 10 d'abril de 2016              |
| 8  | 2    | «We All Fall Down»     | Adam Davidson     | Brett C. Leonard & Kate Barnow | 17 d'abril de 2016              |
| 9  | 3    | «Ouroboros»            | Stefan Schwartz   | Alan Page                      | 24 d'abril de 2016              |
| 10 | 4    | «Blood in the Streets» | Michael Uppendahl | Kate Erickson                  | 1 de maig de 2016               |
| 11 | 5    | «Captive»              | Craig Zisk        | Carla Ching                    | 8 de maig de 2016               |
| 12 | 6    | «Sicut Cervus»         | Kate Dennis       | Brian Buckner                  | 15 de maig de 2016              |
| 13 | 7    | «Shiva»                | Andrew Bernstein  | David Wiener                   | 22 de maig de 2016              |
| 14 | 8    | «Grotesque»            | Daniel Sackheim   | Kate Barnow                    | 21 d'agost de 2016              |
| 15 | 9    | «Los Muertos»          | Deborah Chow      | Alan Page                      | 28 d'agost de 2016              |
| 16 | 10   | «Do Not Disturb»       | Michael McDonough | Lauren Signorino               | 4 de setembre de 2016           |
| 17 | 11   | «Pablo & Jessica»      | Uta Briesewitz    | Kate Erickson                  | 11 de setembre de 2016          |
| 18 | 12   | «Pillar of Salt»       | Gerardo Naranjo   | Carla Ching                    | 18 de setembre de 2016          |
| 19 | 13   | «Date of Death»        | Christoph Schrewe | Brian Buckner                  | 25 de setembre de 2016          |
| 20 | 14   | «Wrath»                | Stefan Schwartz   | Kate Barnow                    | 2 d'octubre de 2016             |
| 21 | 15   | «North»                | Andrew Bernstein  | Dave Erickson                  | 2 d'octubre de 2016             |

## Tercera temporada
| #  | Núm. | Títol original                        | Dirigit per       | Escrit per                      | Data d'estrena als Estats Units |
| -- | ---- | ------------------------------------- | ----------------- | ------------------------------- | ------------------------------- |
| 22 | 1    | «Eye of the Beholder»                 | Andrew Bernstein  | Dave Erickson                   | 4 juny de 2017                  |
| 23 | 2    | «The New Frontier»                    | Stefan Schwartz   | Mark Richard                    | 4 de juny de 2017               |
| 24 | 3    | «Teotwawki»                           | Deborah Chow      | Ryan Scott                      | 11 de juny de 2017              |
| 25 | 4    | «100»                                 | Alex Garcia Lopez | Alan Page                       | 18 de juny de 2017              |
| 26 | 5    | «Burning in Water, Drowning in Flame» | Daniel Stamm      | Suzanne Heathcote               | 25 de juny de 2017              |
| 27 | 6    | «Red Dirt»                            | Courtney Hunt     | Wes Brown                       | 2 de juliol de 2017             |
| 28 | 7    | «The Unveiling»                       | Jeremy Webb       | Mark Richard                    | 9 de juliol de 2017             |
| 29 | 8    | «Children of Wrath»                   | Andrew Bernstein  | Jami O'Brien                    | 9 de juliol de 2017             |
| 30 | 9    | «Minotaur»                            | Stefan Schwartz   | Dave Erickson & Mike Zunic      | 10 de setembre de 2017          |
| 31 | 10   | «The Diviner»                         | Paco Cabezas      | Ryan Scott                      | 10 de setembre de 2017          |
| 32 | 11   | «La Serpiente»                        | Josef Wladyka     | Mark Richard & Lauren Signorino | 17 de setembre de 2017          |
| 33 | 12   | «Brother's Keeper»                    | Alrick Riley      | Wes Brown                       | 24 de setembre de 2017          |
| 34 | 13   | «This Land Is Your Land»              | Meera Menon       | Suzanne Heathcote               | 1 d'octubre de 2017             |
| 35 | 14   | «El Matadero»                         | Stefan Schwartz   | Alan Page                       | 8 d'octubre de 2017             |
| 36 | 15   | «Things Bad Begun»                    | Andrew Bernstein  | Jami O'Brien                    | 15 d'octubre de 2017            |
| 37 | 16   | «Sleigh Ride»                         | Andrew Bernstein  | Dave Erickson & Mark Richard    | 15 d'octubre de 2017            |

## Quarta temporada
| #  | Núm. | Títol original                        | Dirigit per              | Escrit per                                        | Data d'estrena als Estats Units |
| -- | ---- | ------------------------------------- | ------------------------ | ------------------------------------------------- | ------------------------------- |
| 38 | 1    | «What's your Story?»                  | John Polson              | Scott M. Gimple & Andrew Chambliss & Ian Goldberg | 15 d'abril de 2018              |
| 39 | 2    | «Another Day in the Diamond»          | Michael E. Satrazemis    | Andrew Chambliss & Ian Goldberg                   | 22 d'abril de 2018              |
| 40 | 3    | «Good Out Here»                       | Dan Liu                  | Shintaro Shimosawa                                | 29 d'abril de 2018              |
| 41 | 4    | «Buried»                              | Magnus Martens           | Alex Delyle                                       | 6 de maig de 2018               |
| 42 | 5    | «Laura»                               | Michael E. Satrazemis    | Anna Fishko                                       | 13 de maig de 2018              |
| 43 | 6    | «Just in Case»                        | Daisy von Scherler Mayer | Richard Naing                                     | 20 de maig de 2018              |
| 44 | 7    | «The Wrong Side of Where Are You Now» | Sarah Boyd               | Melissa Scrivner Love                             | 3 juny de 2018                  |
| 45 | 8    | «No One's Gone»                       | Michael E. Satrazemis    | Ian Goldberg & Andrew Chambliss                   | 10 de juny de 2018              |
| 46 | 9    | «People Like Us»                      | Magnus Martens           | Anna Fishko                                       | 12 d'agost de 2018              |
| 47 | 10   | «Close Your Eyes»                     | Michael E. Satrazemis    | Shintaro Shimosawa                                | 19 d'agost de 2018              |
| 48 | 11   | «The Code»                            | Tara Nicole Weyr         | Andrew Chambliss & Alex Delyle                    | 26 d'agost de 2018              |
| 49 | 12   | «WWeak»                               | Colman Domingo           | Kalinda Vazquez                                   | 2 de setembre de 2018           |
| 50 | 13   | «Blackjack»                           | Sharat Raju              | Ian Goldberg & Richard Naing                      | 9 de setembre de 2018           |
| 51 | 14   | «MM 54»                               | Lou Diamond Phillips     | Anna Fishko & Shintaro Shimosawa                  | 16 de setembre de 2018          |
| 52 | 15   | «I Lose People...»                    | David Barrett            | Kalinda Vazquez                                   | 23 de setembre de 2018          |
| 53 | 16   | «...I Lose Myself»                    | Michael E. Satrazemis    | Andrew Chambliss & Ian Goldberg                   | 30 de setembre de 2018          |

## Cinquena temporada
| #  | Núm. | Títol original              | Dirigit per              | Escrit per                       | Data d'estrena als Estats Units |
| -- | ---- | --------------------------- | ------------------------ | -------------------------------- | ------------------------------- |
| 54 | 1    | «Here to Help»              | Michael E. Satrazemis    | Ian Goldberg & Andrew Chambliss  | 2 de juny de 2019               |
| 55 | 2    | «The Hurt That Will Happen» | Jessica Lowrey           | Alex Delyle                      | 9 de juny de 2019               |
| 56 | 3    | «Humbug's Gulch»            | Colman Domingo           | Ashley Cardiff                   | 16 de juny de 2019              |
| 57 | 4    | «Skidmark»                  | Tara Nicole Weyr         | Samir Mehta                      | 23 de juny de 2019              |
| 58 | 5    | «The End of Everything»     | Michael E. Satrazemis    | Andrew Chambliss & Ian Goldberg  | 30 de juny de 2019              |
| 59 | 6    | «The Little Prince»         | Sharat Raju              | Mallory Westfall                 | 7 de juliol de 2019             |
| 60 | 7    | «Still Standing»            | Marta Cunningham         | Richard Naing                    | 14 de juliol de 2019            |
| 61 | 8    | «Is Anybody Out There?»     | Michael E. Satrazemis    | Michael Alaimo                   | 21 de juliol de 2019            |
| 62 | 9    | «Channel 4»                 | Dan Liu                  | David Johnson                    | 11 d'agost de 2019              |
| 63 | 10   | «210 Words Per Minute»      | Ron Underwood            | Ian Goldberg & Andrew Chambliss  | 18 d'agost de 2019              |
| 64 | 11   | «You're Still Here»         | K.C. Colwell             | Mallory Westfall & Alex Delyle   | 25 d'agost de 2019              |
| 65 | 12   | «Ner Tamid»                 | Michael E. Satrazemis    | Andrew Chambliss & Ian Goldberg  | 1 de setembre de 2019           |
| 66 | 13   | «Leave What You Don't»      | Daisy von Scherler Mayer | Ashley Cardiff & Nick Bernardone | 8 de setembre de 2019           |
| 67 | 14   | «Today and Tomorrow»        | Sydney Freeland          | Richard Naing & David Johnson    | 15 de setembre de 2019          |
| 68 | 15   | «Channel 5»                 | David Barrett            | Michael Alaimo & Samir Mehta     | 22 de setembre de 2019          |
| 69 | 16   | «End of the Line»           | Michael E. Satrazemis    | Ian Goldberg & Andrew Chambliss  | 29 de setembre de 2019          |

## Sisena temporada
| #  | Núm. | Títol original                  | Dirigit per           | Escrit per                                         | Data d'estrena als Estats Units |
| -- | ---- | ------------------------------- | --------------------- | -------------------------------------------------- | ------------------------------- |
| 70 | 1    | «The End Is the Beginning»      | Michael E. Satrazemis | Ian Goldberg & Andrew Chambliss                    | 11 d'octubre de 2020            |
| 71 | 2    | «Welcome to the Club»           | Lennie James          | Nazrin Choudhury                                   | 18 d'octubre de 2020            |
| 72 | 3    | «Alaska»                        | Colman Domingo        | Mallory Westfall                                   | 25 d'octubre de 2020            |
| 73 | 4    | «The Key»                       | Ron Underwood         | David Johnson                                      | 1 de novembre de 2020           |
| 74 | 5    | «Honey»                         | Michael E. Satrazemis | Ashley Cardiff                                     | 8 de novembre de 2020           |
| 75 | 6    | «Bury Her Next to Jasper's Leg» | Sharat Raju           | Alex Delyle                                        | 15 de novembre de 2020          |
| 76 | 7    | «Damage from the Inside»        | Tawnia McKiernan      | Jacob Pinion                                       | 22 de novembre de 2020          |
| 77 | 8    | «The Door»                      | Michael E. Satrazemis | Ian Goldberg & Andrew Chambliss                    | 11 d'abril de 2021              |
| 78 | 9    | «Things Left to Do»             | Michael E. Satrazemis | Nick Bernardone                                    | 18 d'abril de 2021              |
| 79 | 10   | «Handle with Care»              | Heather Cappiello     | Ashley Cardiff & David Johnson                     | 25 d'abril de 2021              |
| 80 | 11   | «The Holding»                   | K.C. Colwell          | Channing Powell                                    | 2 de maig de 2021               |
| 81 | 12   | «In Dreams»                     | Michael E. Satrazemis | Andrew Chambliss & Ian Goldberg & Nazrin Choudhury | 9 de maig de 2021               |
| 82 | 13   | «J.D.»                          | Aisha Tyler           | Nick Bernardone & Jacob Pinion                     | 16 de maig de 2021              |
| 83 | 14   | «Mother»                        | Janice Cooke          | Channing Powell & Alex Delyle                      | 23 de maig de 2021              |
| 84 | 15   | «USS Pennsylvania»              | Heather Cappiello     | Nazrin Choudhury & Nick Bernardone                 | 6 de juny de 2021               |
| 85 | 16   | «The Beginning»                 | Michael E. Satrazemis | Ian Goldberg & Andrew Chambliss                    | 13 de juny de 2021              |

## Setena temporada
| #   | Núm. | Títol original      | Dirigit per           | Escrit per                                    | Data d'estrena als Estats Units |
| --- | ---- | ------------------- | --------------------- | --------------------------------------------- | ------------------------------- |
| 86  | 1    | «The Beacon»        | Michael E. Satrazemis | Ian Goldberg & Andrew Chambliss               | 17 d'octubre de 2021            |
| 87  | 2    | «Six Hours»         | Michael E. Satrazemis | Andrew Chambliss & Ian Goldberg               | 24 d'octubre de 2021            |
| 88  | 3    | «Cindy Hawkins»     | Ron Underwood         | Nick Bernardone & Jacob Pinion                | 31 d'octubre de 2021            |
| 89  | 4    | «Breathe with Me»   | Tara Nicole Weyr      | Nazrin Choudhury & David Johnson              | 7 de novembre de 2021           |
| 90  | 5    | «Till Death»        | Lennie James          | Justin Boyd & Ashley Cardiff                  | 14 de novembre de 2021          |
| 91  | 6    | «Reclamation»       | Bille Woodruff        | Alex Delyle & Calaya Michelle Stallworth      | 21 de novembre de 2021          |
| 92  | 7    | «The Portrait»      | Heather Cappiello     | Nick Bernardone                               | 28 de novembre de 2021          |
| 93  | 8    | «PADRE»             | Michael E. Satrazemis | Ian Goldberg & Andrew Chambliss               | 5 de desembre de 2021           |
| 94  | 9    | «Follow Me»         | Heather Cappiello     | Andrew Chambliss & Ian Goldberg               | 17 d'abril de 2022              |
| 95  | 10   | «Mourning Cloak»    | Lennie James          | Nazrin Choudhury & Calaya Michelle Stallworth | 24 d'abril de 2022              |
| 96  | 11   | «Ofelia»            | Alycia Debnam-Carey   | Alex Delyle & David Johnson                   | 1 de maig de 2022               |
| 97  | 12   | «Sonny Boy»         | Ron Underwood         | Justin Boyd & Jacob Pinion                    | 8 de maig de 2022               |
| 98  | 13   | «The Raft»          | Gary Rake             | Nazrin Choudhury & Nick Bernardone            | 15 de maig de 2022              |
| 99  | 14   | «Divine Providence» | Edward Ornelas        | Alex Delyle & David Johnson                   | 22 de maog de 2022              |
| 100 | 15   | «Amina»             | Michael E. Satrazemis | Ian Goldberg & Andrew Chambliss               | 22 de maig de 2022              |
| 101 | 16   | «Gone»              | Sharat Raju           | Ian Goldberg & Andrew Chambliss               | 5 de juny de 2022               |

## Vuitena temporada
| #   | Núm. | Títol original                     | Dirigit per           | Escrit per                                           | Data d'estrena als Estats Units |
| --- | ---- | ---------------------------------- | --------------------- | ---------------------------------------------------- | ------------------------------- |
| 102 | 1    | «Remember What They Took from You» | Michael E. Satrazemis | Ian Goldberg & Andrew Chambliss                      | 14 de maig de 2023              |
| 103 | 2    | «Blue Jay"»                        | Heather Cappielo      | Ian Goldberg & Andrew Chambliss                      | 21 de maig de 2023              |
| 104 | 3    | «Odessa»                           | Ron Underwood         | Ian Goldberg & Andrew Chambliss                      | 28 de maig de 2023              |
| 105 | 4    | «King County»                      | Kenneth Requa         | David Johnson & Calaya Michelle Stallworth           | 4 de juny de 2023               |
| 106 | 5    | «More Time Than You Know»          | Heather Cappielo      | Ian Goldberg & Andrew Chambliss                      | 11 de juny de 2023              |
| 107 | 6    | «All I See Is Red»                 | Michael E. Satrazemis | Ian Goldberg & Andrew Chambliss                      | 18 de juny de 2023              |
| 108 | 7    | «Anton»                            | Danay García          | Nazrin Choudhury & Justin Boyd                       | 22 d'octubre de 2023            |
| 109 | 8    | «Iron Tiger»                       | S.J. Main Muñoz       | Nick Bernardone & Jacob Pinion                       | 29 d'octubre de 2023            |
| 110 | 9    | «Sanctuary»                        | Phil McLaughlin       | Justin Boyd & David Johnson                          | 5 de novembre de 2023           |
| 111 | 10   | «Keeping Her Alive»                | James Armstrong       | Nazrin Choudhury & Calaya Michelle Stallworth        | 12 de novembre de 2023          |
| 112 | 11   | «Fighting Like You»                | Haifaa al-Mansour     | Nick Bernardone & Jacob Pinion & Kelly Jane Costello | 19 de novembre de 2023          |
| 113 | 12   | «The Road Ahead»                   | Michael E. Satrazemis | Ian Goldberg & Andrew Chambliss                      | 19 de novembre de 2023          |